# Zdzisław Leder
Zdzisław Leder (właśc. Władysław Feinstein) pseud. Zły (ur. 16 września 1880 w Warszawie, zm. w lutym 1938 w ZSRR) – działacz komunistyczny, publicysta.

## Życiorys
Syn Ludwika i Róży z d. Liwszyc. Studiował na Wydziale Mechanicznym Instytutu Politechnicznego. W latach 1901–1902 prowadził agitację rewolucyjną wśród warszawskich robotników. Od 1903 funkcjonariusz SDKPiL, członek Komitetu Warszawskiego tej partii. Od lutego 1904 sekretarz redakcji „Czerwonego Sztandaru”, centralnego organu SDKPiL. Współpracował z Różą Luksemburg, Janem Tyszką, Julianem Marchlewskim, Feliksem Dzierżyńskim i Adolfem Warskim. Współorganizował nielegalną drukarnię SDKPiL, której bronił później zbrojnie Marcin Kasprzak. W lutym 1905 należał do organizatorów strajku powszechnego. 1906–1911 członek, a od 1908 do 1910 sekretarz Zarządu Głównego (ZG) SDKPiL. Od 1918 w KPRP/KPP. Od 1921 w ZSRR, gdzie wstąpił do RKP(b). W latach 1921–1924 pracownik przedstawicielstwa Czerwonej Międzynarodówki Związków Zawodowych w Niemczech. W latach 1924–1926 sekretarz naukowy przewodniczącego Najwyższej Rady Gospodarki Narodowej ZSRR. 1 września 1937 został aresztowany podczas wielkich czystek i zesłany do obozu, gdzie zmarł. Autor wielu prac i rozpraw, m.in. „Marcin Kasprzak. Z życia i walk polskiego rewolucjonisty” (1906). Od 1909 był żonaty z działaczką SDKPiL Lilą z Hirszfeldów, z którą miał dwóch synów: Witolda Ledera i Stefana Ledera. 